# Intertextualité
Ne doit pas être confondu avec Transtextualité.
L'intertextualité est le caractère et l'étude de l'intertexte, qui est l'ensemble des textes mis en relation, par le biais par exemple de la citation, de l'allusion, du plagiat, de la référence et du lien hypertexte, dans un texte donné.

## Origines
La notion d'intertextualité est apparue à la fin des années 1960 au sein du groupe Tel Quel. Julia Kristeva définit l'intertextualité comme une « interaction textuelle » qui permet de considérer « les différentes séquences (ou codes) d'une structure textuelle précise comme autant de transforms de séquences (codes) prises à d'autres textes. » Le texte littéraire se constituerait donc comme la transformation et la combinaison de différents textes antérieurs compris comme des codes utilisés par l'auteur. Elle montre ainsi que le roman médiéval Jehan de Saintré peut se définir comme l'interaction entre le texte de la scolastique, celui de la poésie courtoise, la littérature orale de la ville et le discours du carnaval.
Cette définition de l'intertextualité emprunte beaucoup au dialogisme tel que l'a défini Mikhaïl Bakhtine. Il considère en effet que le roman est un espace polyphonique dans lequel viennent se confronter divers composants linguistiques, stylistiques et culturels. La notion d'intertextualité emprunte donc à Bakhtine l'idée suivant laquelle la littérarité naîtrait de la transformation de différents éléments culturels et linguistiques en un texte particulier.

## Développements ultérieurs
La notion d'intertextualité sera fortement reprise dans les décennies 1970 et 1980. En 1974, Roland Barthes l'officialise dans l'article « Texte (théorie du) » de l'Encyclopædia Universalis. Il souligne ainsi que « tout texte est un intertexte ; d'autres textes sont présents en lui à des niveaux variables, sous des formes plus ou moins reconnaissables : les textes de la culture antérieure et ceux de la culture environnante ; tout texte est un tissu nouveau de citations révolues. » Déjà Montaigne : « Nous ne faisons que nous entregloser. » (Essais, III, xiii)
Par la suite la notion a pu être élargie et affaiblie au point de revenir à la critique des sources telle qu'elle était pratiquée auparavant. L'évolution de la notion est marquée ensuite par les travaux de Michaël Riffaterre qui recherche la « trace intertextuelle » à l'échelle de la phrase, du fragment ou du texte bref. L'intertextualité est pour lui fondamentalement liée à un mécanisme de lecture propre au texte littéraire. Le lecteur identifie le texte comme littéraire parce qu'il perçoit « les rapports entre une œuvre et d'autres qui l'ont précédée ou suivie ».
Gérard Genette apporte en 1982 avec Palimpsestes un élément majeur à la construction de la notion d'intertextualité. Il l'intègre en effet à une théorie plus générale de la transtextualité, qui analyse tous les rapports qu'un texte entretient avec d'autres textes. Au sein de cette théorie le terme d'« intertextualité » est réservé aux cas de « présence effective d'un texte dans l'autre ». À cet égard il distingue la citation, référence littérale et explicite ; le plagiat, référence littérale mais non explicite puisqu'elle n'est pas déclarée ; et enfin l'allusion, référence non littérale et non explicite qui exige la compétence du lecteur pour être identifiée.
Ce concept assez récent mais qui a pris une place très importante dans le champ littéraire est donc en cours d'élaboration théorique depuis les années 1970. Pierre-Marc de Biasi considère que « loin d'être parvenu à son état d'achèvement, [l'intertextualité] entre vraisemblablement aujourd'hui dans une nouvelle étape de redéfinition. »

## Problèmes notionnels

### Intertextualité et littérarité
Deux conceptions s'affrontent concernant le rapport entre intertextualité et littérature.
Pour certains auteurs, l'intertextualité est intrinsèquement liée au processus littéraire. Elle permettrait même de définir la littérarité d'un texte, dans la mesure où le lecteur reconnaîtrait un texte littéraire à ce qu'il identifie ses intertextes.
D'autres, au contraire, considèrent que cette notion peut et doit être élargie à l'ensemble des textes. L'intertextualité n'est alors qu'un cas particulier de l'« interdiscursivité », pensé comme carrefour de discours, ou du dialogisme, tel que l'a théorisé Mikhaïl Bakhtine.

### Dimension relationnelle et dimension transformationnelle
Une certaine simplification de la notion a parfois amené à identifier intertextualité et recherche de références à un texte antérieur. L'intertextualité ne serait donc pas autre chose qu'une forme de critique des sources.
Or l'intertextualité a été pensée dès l'origine comme un processus de production du texte passant par la transformation de textes antérieurs. En ce sens l'intertextualité n'est pas simplement la présence de la référence à un autre texte mais un véritable mode de production et d'existence du texte qui ne pourrait se comprendre qu'en ce qu'il transforme des textes antérieurs. Dans le même ordre d'idées, le rapport entre les textes n'est plus pensé du texte source vers le texte étudié mais du texte étudié vers ses textes sources. En effet, en utilisant un texte antérieur, un auteur modifie le statut de ce texte et la lecture qu'on peut en avoir. Il s'agit donc bien d'un processus complexe qui dépasse largement la pratique de la citation ou de la référence.

### L'intertextualité, prétexte du plagiat?
Plusieurs auteurs soupçonnés de plagiat, dont Jacques Attali, Joseph Macé-Scaron et Patrick Poivre d'Arvor, se sont défendus de tout plagiat en invoquant l'intertextualité de leurs ouvrages. Il paraît nécessaire d'étendre le concept à un architexte généralisé, comprenant les liaisons hypertextuelles au sens de l'internet contemporain, les échos rythmiques, etc. (Vegliante). Dès lors, sur internet ou sur des corpus numériques de grande dimension, le repérage automatique de l'intertexte devient un enjeu méthodologique pour la linguistique et la littérature computationnelles.